# 反君權運動
反君權運動（法語：Monarchomaques），出現在16世紀末，反對絕對君主制的運動，最早由法國雨格诺派理論家所提出，為刺殺暴君（英語：Tyrannicide）提出理論上的支持。英語： 這個單字是由蘇格蘭天主教法學家威廉‧巴克萊（William Barclay）提出，他結合了希臘語：（monarchos，意為獨一的統治者，君主）以及希臘語：（makhomai，意為對抗），創造出這個單字，意思為反抗君主者。
因為法国宗教战争的刺激，造成這個思潮的出現。1572年聖巴泰勒米大屠殺更激發了反王室的情緒，反君權運動者提出人民主权论以對抗君主。當時的反君權法學家以喀爾文教派為主，諸如弗朗索瓦·奥特芒（1524–1590年）、泰奧多爾·貝扎（1519–1605年）、西蒙·古拉特（1543–1628年）、尼可拉斯·柏諾（1538–1604年）、修伯特·蘭格特（1518–1581年）、莫爾奈的菲力浦（1549－1623年）等，透過著書立說與宣教佈道的方式，重新提倡了「誅殺暴君」的論點，認為君主必須受制於法律，否則失去為君主的意義，但此法律應該以上帝之法為準，君主之一切命令，亦必須以教會之意志為本，不然亦屬無用，假如君主不能依照上帝之法去統治，則為暴君，不僅是教會可以收回其權柄，人民不必服從其統治，甚而可以加以誅戮。
认为王室清剿喀尔文教派不力的天主教徒亦受此影响，于1588年将国王亨利三世赶出巴黎，并于1589年和1610年分别刺杀了亨利三世和亨利四世。